# Marta Niewczas
Marta Agata Niewczas (ur. 3 września 1974) – polska samorządowiec, radna miasta Rzeszowa w latach 2002–2014 i ponownie od 2024, sześciokrotna mistrzyni świata w karate tradycyjnym, pracowniczka naukowo-dydaktyczna Kolegium Nauk Medycznych Uniwersytetu Rzeszowskiego.

## Życiorys

### Wykształcenie
W latach 1993–1999 studiowała w rzeszowskiej filii Uniwersytetu Marii Curie-Skłodowskiej, uzyskując tytuł magistra prawa na podstawie pracy Umowa międzynarodowa jako źródło prawa międzynarodowego. W listopadzie 2007 obroniła pracę doktorską w zakresie nauk o kulturze fizycznej na Zamiejscowym Wydziale Kultury Fizycznej poznańskiej Akademii Wychowania Fizycznego im. Eugeniusza Piaseckiego w Gorzowie Wielkopolskim pod tytułem Kultura fizyczna studentów w dobie transformacji systemowej po 1989 roku w państwowych wyższych szkołach technicznych w Polsce. Stopień został nadany 24 marca 2009. Promotorem pracy był Kazimierz Obodyński.

### Kariera sportowa
W ciągu dwudziestoletniej kariery sportowej, zakończonej w październiku 2012, zdobyła sześć tytułów mistrzyni świata w karate tradycyjnym. Zajęła pierwsze miejsce na organizowanych przez Międzynarodową Federację Karate Tradycyjnego mistrzostwach świata w Pruszkowie w 1999 (w kategorii fukugo), w Bolonii w 2000 (w kategorii fukugo), w Saskatoon w 2006 (w kategoriach kumite i fukugo), w Wilnie w 2008 (w kategorii kumite) i w Łodzi w 2012 (w kategorii kumite). Wygrała także dwukrotnie zawody o Puchar Świata w Warszawie w 2003 i w Warszawie w 2005. Była przewodniczącą sądu dyscyplinarnego Polskiego Związku Karate Tradycyjnego. Jest instruktorką zawodników z kadry narodowej PZKT. W lutym 2020 weszła do zarządu Polskiej Unii Karate Tradycyjnego, a od 2021 jest licencjonowanym egzaminatorem PUKT.

### Zatrudnienie
W 1999 podjęła pracę w Instytucie Wychowania Fizycznego i Zdrowotnego Wyższej Szkoły Pedagogicznej w Rzeszowie. Od 2001 jest pracowniczką Uniwersytetu Rzeszowskiego (UR), gdzie zajmowała stanowisko adiunkta w Katedrze Sportu na Wydziale Wychowania Fizycznego, a od 2019 w Instytucie Nauk o Kulturze Fizycznej. W latach 2007–2010 kierowała Zakładem Sportów i Sztuk Walki UR. Sprawowała opiekę nad sekcji karate tradycyjnego w Akademickim Związku Sportowym na UR, której zawodnicy zdobyli kilkadziesiąt medali. Pracowała także w latach 2011–2017 w Wyższej Szkole Społeczno-Przyrodniczej im. Wincentego Pola w Lublinie.
Od 2002 prowadzi Akademię Karate Tradycyjnego w Rzeszowie.

### Działalność polityczna i pozarządowa
W 2002 uzyskała mandat radnej Rzeszowa z listy komitetu „Nasz Dom – Rzeszów”. Od września 2003 do kwietnia 2008 była wiceprezesem Stowarzyszenia „Nasz Dom – Rzeszów”, kierowanego przez członka komitetu założycielskiego Rzeszowskiego Klubu Karate, Jerzego Maślankę. W 2005 bez powodzenia kandydowała do Sejmu z listy Platformy Obywatelskiej. W 2006 uzyskała reelekcję do rady miasta z listy lewicowego komitetu Tadeusza Ferenca „Rozwój Rzeszowa”. W 2009 bezskutecznie kandydowała do Parlamentu Europejskiego z listy SLD-UP. W 2010 ponownie uzyskała reelekcję w radzie Rzeszowa z listy „Rozwoju Rzeszowa” (jako kandydatka Sojuszu Lewicy Demokratycznej). W 2011 bez powodzenia startowała do Sejmu z listy SLD. W latach 2011–2015 zasiadała w radzie nadzorczej Wojewódzkiego Szpitala Specjalistycznego im. Fryderyka Chopina w Rzeszowie, a w latach 2011–2014 także w radzie nadzorczej Wojewódzkiego Zespołu Specjalistycznego w Rzeszowie.
12 kwietnia 2013 została pełnomocnikiem stowarzyszenia Europa Plus na województwo podkarpackie, w związku z czym trzy dni później została usunięta z klubu radnych SLD, a 21 maja tego samego roku na wniosek SLD odwołana z funkcji wiceprzewodniczącej rady Rzeszowa (zajmowała to stanowisko od poprzedniej kadencji). W październiku tego samego roku przystąpiła do nowo powołanej partii Twój Ruch (stanęła na czele jej podkarpackich struktur). W wyborach do Parlamentu Europejskiego w 2014 była liderką listy komitetu Europa Plus Twój Ruch w okręgu podkarpackim, zdobywając 4959 głosów (koalicja nie osiągnęła progu wyborczego). W tym samym roku powołała komitet „Aktywny Rzeszów”, z ramienia którego startowała na prezydenta Rzeszowa, zajmując ostatnie, 4. miejsce. Komitet nie zdobył żadnych mandatów w radzie miasta, w związku z czym Marta Niewczas nie uzyskała reelekcji do tego gremium. W styczniu 2015 odeszła z Twojego Ruchu. W 2018 kandydowała do sejmiku podkarpackiego z listy komitetu SLD Lewica Razem, który nie zdobył mandatów. 
W lipcu 2021 została ambasadorem programu profilaktyki zdrowotnej Narodowego Funduszu Zdrowia i Ministerstwa Zdrowia „Profilaktyka 40 plus”.
W styczniu 2024 została powołana do Społecznej Rady Sportu przy Prezydencie Miasta Rzeszowa jako jej wiceprzewodnicząca. W wyborach z 2024 uzyskała ponownie mandat do rady miasta Rzeszowa z ramienia Koalicji Obywatelskiej, zdobywając 834 głosy. W kampanii wyborczej postulowała rozbudowę infrastruktury sportowej w mieście.
W 2024 udzieliła poparcia dla wizji zmian na Uniwersytecie Rzeszowskim proponowanej przez nowo wybranego rektora Adama Reicha, którą określiła „innym poziomem w myśleniu, działaniu” na rzecz uczelni.

## Odznaczenia i nagrody
W 2004 została odznaczona Srebrnym Krzyżem Zasługi.
Otrzymała wiele nagród rządowych, samorządowych, klubowych, związkowych i dziennikarskich za osiągnięcia sportowe i szkoleniowe, była laureatką plebiscytów na najlepszego sportowca Polski południowo-wschodniej (1998) i Podkarpacia (2010).